# Kerkgebouw "God is liefde" te Hekendorp
Kerkgebouw "God is liefde" is een kerk aan de Goejanverwelle in het Utrechtse dorpje Hekendorp. Het is een zaalkerkje met veelhoekige sluiting en houten klokkentorentje met haan. De kerk is in 1845 gebouwd en van 1990 tot 1991 gerestaureerd. Bij de bouw in 1845 dacht men dat de kerk op een stevige grond gebouwd werd, maar na bijna 150 jaar bleek door de verzakking dat dit niet zo was. Het kerkgebouw is een van de elf rijksmonumenten in Hekendorp.
De kerk heeft aan de linker voorkant tal van kleine groeven in de bakstenen zitten. Deze groeven zijn ontstaan door het slijpen van griffels door leerlingen van de dorpsschool, die tot 1985 achter de kerk stond. In 2003 is de kerk uitgebreid met een kerkelijkcentrum genaamd de Wingerd. Deze bevindt zich aan de achterzijde van de kerk, waar eerst de dorpsschool stond.
De kerk wordt gebruikt door de Hervormde Gemeente Oudewater-Hekendorp.

## Geschiedenis
In 1647 werd een eerste poging gedaan om een kerk in Hekendorp te bouwen, maar dit mislukte. In het begin van de 19e eeuw verbleef Ambachtsvrouwe Charlotte Ernestine Wilhelmina van Hoffstedt in de zomerperiode in Hekendorp (op Wierixsoord). Van Hoffstedt zorgde ervoor dat er in de opkamer van haar boerderij op zondagavond een kerkdienst gehouden werd. Na 27 jaar (in 1836) kwam hier een einde aan. Ds. Steenhoff nam de dienst over op maandagavond. Rond 1840 diende ds. Steenhoff een bouwplan in voor een 'eigen' kerkgebouw voor Hekendorp.
De koning verleende in 1844 toestemming voor het stichten van een kerk en het kopen van een stuk grond. De hervormde kerk uit Oudewater verleende ook hun medewerking. Het kerkgebouw werd op 14 maart 1845 door B. Janse uit Woerden gebouwd. Ds. Steenhoff legde de eerste steen en op zondag 22 maart 1846 vond de inwijding plaats.